# Кати Вилхелм
Катарина „Кати“ Вилхелм (на немски: Katarina „Kati“ Wilhelm) е германска биатлонистка.
Започва кариерата си като дете през 1983 г., като тренира ски бягане. Член е на германския отбор по ски бягане на зимните олимпийски игри в Нагано през 1998 г. и достига до 5-о място.
През 1999 г. решава да се занимава с биатлон. Печели първия си златен медал в тази дисциплина в Поклюка през 2001 г.
На зимните олимпийски игри в Солт Лейк сити печели 2 златни медала и сребърен. Тя участва и в ХХ-те зимни олимпийски игри в Торино. Там печели златен медал в преследването на 10 км.